# Rösli Streiff
Rösli Streiff   (Glarus, 16 de gener de 1901 - Glarus, 7 de febrer de 1997) va ser una esquiadora alpina suïssa que va competir durant les dècades de 1920 i 1930.
Va guanyar dues medalles d'or al Campionat del Món d'esquí alpí de Cortina d'Ampezzo de 1932, en eslàlom i combinada. Va aconseguir diverses victòries i podis en curses nacionals i internacionals, destacant els tres campionats nacionals d'aquell mateix any.